# 장태은
장태은(본명 : 장혜숙, 1971년 1월 20일 ~ )은 대한민국의 배우이다. 1993년에 SBS 3기 공채 탤런트로 선발되었으며 이에 앞서 1990년부터 대한항공 '영에이지' '동서커피' 등의 CF모델로 활약했고 1992년 미스코리아 본선에 서울대표로 출전했다.
한편, 1997년 결혼과 함께 잠시 한국을 떠났다가 2005년 잠시 귀국하여 SBS 아침드라마 들꽃에 출연했지만 그 이후 한동안 공백기를 가지기도 했는데 1995년 SBS 장희빈을 통해 인연을 맺은 임충 작가가 집필한 MBC 미망으로 처음 타방송사 드라마 나들이를 했다.

## 학력
- 창덕여자고등학교
- 총신대학교 유아교육학과

## 출연작

### 영화
- 《철가방 우수 씨》 (2012년) - 배 마담 역[5]
- 《짧은 포옹 긴 이별》 (1984년)
- 《땜장이 아내》 (1983년)

### 드라마
- 《완벽한 이웃을 만나는 법》 (2007년, SBS) - 연수연 역
- 《드라마시티 - 사랑에 빠진 코끼리》 (2006년, KBS2) - 김정연 역
- 《들꽃》 (2005년, SBS) - 민강희 역
- 《단 한번의 노래》 (1997년, SBS) - 서윤경 역
- 《미망》 (1996년, MBC)
- 《신비의 거울속으로》 (1995년, SBS) - 유경 역
- 《장희빈》 (1995년, SBS) - 인경왕후 김씨 역
- 《Y의 비극》 (1994년, SBS)
- 《행복하고 싶어요》 (1994년, SBS) - 한경숙 역
- 《이 여자가 사는 법》 (1994년, SBS)
- 《사랑이라 부르는 것》 (1993년, SBS)
- 《목소리를 낮춰요》 (1991년, SBS)